# Amerila nigroapicalis
Amerila nigroapicalis är en fjärilsart som beskrevs av Aurivillius 1899. Amerila nigroapicalis ingår i släktet Amerila och familjen björnspinnare. Inga underarter finns listade i Catalogue of Life.